# Чевантон, Эрнесто Хавьер
Эрне́сто Хавье́р Чеванто́н Эспино́са (исп. Ernesto Javier Chevantón Espinosa; 12 августа 1980, Хуан-Лакасе, Уругвай) — уругвайский футболист, нападающий. Экс-игрок сборной Уругвая.

## Биография
Чевантон попал в молодёжную команду «Данубио» в 12 лет и пребывал в юношеской системе этого клуба до 1997 года, причём, одним из его партнёров некоторое время был Альваро Рекоба. В полной мере впервые Чевантон проявил себя в 2000 году, когда забил за взрослую команду 33 гола в 30 играх чемпионата. За ним началась охота со стороны европейских клубов, которым, в условиях тяжелейшего финансового кризиса, поразившего страну в начале XXI века, «Данубио» противостоять не мог. Помимо типичных навыков для нападающего, уже в те годы за ним закрепилась слава игрока, который отлично исполняет штрафные удары.
В 2001 году он перешёл в клуб итальянской Серии A «Лечче», который боролся за выживание в высшем дивизионе. Несмотря на 12 голов Чевантона, клуб всё же вылетел в Серию B, Но Хавьер решил остаться в команде и его 18 голов в 30 играх сезона 2002/03 помогли «красно-жёлтым» вернуться в элиту итальянского футбола. В сезоне 2003/04 Чевантон с 19 голами в Серии A стал четвёртым бомбардиром турнира, и лучшим в «Лечче», команды, которая завоевала в том сезоне неофициальный титул самой бесшабашной и атакующей команды страны. Более того, высокая результативность Чевантона позволила ему стать лучшим бомбардиром Лечче в истории, превзойдя показатель аргентинца Педро Пабло Паскулли.
По окончании сезона Чевантон перешёл в стан финалиста Лиги чемпионов «Монако». За два сезона, проведённых в чемпионате Франции, в 50 матчах Чевантон отметился 20 забитыми голами.
С 2006 года Чевантон стал выступать за победителя Кубка УЕФА испанскую «Севилью».
29 ноября 2009 года «Севилья» дала согласие на переход на правах аренды в клуб итальянской Серии А «Аталанта». Присоединился к команде 2 января 2010 года, где отыграл до конца сезона 2009/10.
22 августа 2010 года подписал контракт с «Лечче» сроком на 1 год.

## Достижения

### Командные
- Победитель Кубка УЕФА: 2006/2007
- Обладатель Суперубка УЕФА: 2006
- Обладатель Кубка Испании: 2007
- Обладатель Суперкубка Испании: 2007

### Личные
- Лучший бомбардир чемпионата Уругвая: 2000